# 토크쇼 임성훈과 함께
《토크쇼 임성훈과 함께》는 2001년 8월 20일부터 2004년 9월 30일까지  방송되었던 교양 · 예능 · 토크 쇼 프로그램이다.

## 기획 의도
하루를 여는 기분좋은 토크 쇼 형식으로 종종 사연을 숨긴 스타들을 진솔한 이야기로 따로 다루었다.

## 방송 시간
| 방송 채널 | 프로그램             | 방송 기간                         | 방송 시간                           | 방송 분량 |
| --------- | -------------------- | --------------------------------- | ----------------------------------- | --------- |
| MBC TV    | 토크쇼 임성훈과 함께 | 2001년 8월 20일 ~ 2001년 11월 2일 | 매주 평일 아침 8시 55분 ~ 9시 30분  | 35분      |
| MBC TV    | 토크쇼 임성훈과 함께 | 2001년 11월 5일 ~ 2002년 3월 29일 | 매주 평일 아침 10시 30분 ~ 11시 5분 | 35분      |
| MBC TV    | 토크쇼 임성훈과 함께 | 2002년 4월 1일 ~ 2004년 9월 24일  | 매주 평일 아침 9시 45분 ~ 10시 50분 | 1시간 5분 |
| MBC TV    | 토크쇼 임성훈과 함께 | 2004년 9월 30일                   | 목요일 아침 9시 45분 ~ 10시 50분    | 1시간 5분 |

## MC
- 임성훈, 박정숙